# Denis Jančo
Denis Jančo (ur. 1 sierpnia 1997 w Trenczynie) – słowacki piłkarz grający na pozycji pomocnika. Od 2022 roku zawodnik FK Humenné.

## Kariera
Grał w juniorach FK AS Trenčín. Następnie awansował do seniorskiego zespołu, debiutując w I lidze słowackiej 30 maja 2015 w wygranym 3:1 meczu przeciwko ViOn Zlaté Moravce. W barwach AS Trenčín rozegrał 19 meczów w I lidze. Zdobył z tym klubem mistrzostwo oraz Puchar Słowacji w sezonach 2014/2015 oraz 2015/2016. W styczniu 2017 roku został wypożyczony do Górnika Zabrze.

## Statystyki ligowe
| Sezon         | Klub          | Liga    | Mecze | Gole |
| ------------- | ------------- | ------- | ----- | ---- |
| 2014/2015     | AS Trenčín    | 1. liga | 1     | 0    |
| 2015/2016     | AS Trenčín    | 1. liga | 7     | 1    |
| 2016/2017 (j) | AS Trenčín    | 1. liga | 11    | 0    |
| 2016/2017 (w) | Górnik Zabrze | I liga  | 0     | 0    |